# Kříženec (Šebířov)
Kříženec (německy Krischenetz) je malá vesnice, část obce Šebířov v okrese Tábor v Jihočeském kraji. Nachází se asi 4,5 kilometru severozápadně od Šebířova. Kříženec leží v katastrálním území Vyšetice o výměře 6,25 km².

## Historie
První písemná zmínka o vesnici pochází z roku 1292.

## Obyvatelstvo
| Rok            | 1869 | 1880 | 1890 | 1900 | 1910 | 1921 | 1930 | 1950 | 1961 | 1970 | 1980 | 1991 | 2001 | 2011 | 2021 |
| -------------- | ---- | ---- | ---- | ---- | ---- | ---- | ---- | ---- | ---- | ---- | ---- | ---- | ---- | ---- | ---- |
| Počet obyvatel | 70   | 40   | 36   | 47   | 48   | 62   | 30   | 43   | 30   | 27   | 17   | 7    | 9    | 7    | 10   |
| Počet domů     | 9    | 6    | 6    | 6    | 6    | 6    | 6    | 9    | 9    | 6    | 7    | 6    | 6    | 6    | 4    |

## Obecní správa
Při sčítání lidu v letech 1850–1960 Kříženec byl osadou obce Vrcholtovice, se kterým patřily nejprve do okresu Tábor, ale v roce 1950 v okrese Votice. V letech 1961–1974 byly znovu částí obce Vyšetice v okrese Tábor. Od 1. července 1974 je částí obce Šebířov v okrese Tábor.

## Další fotografie

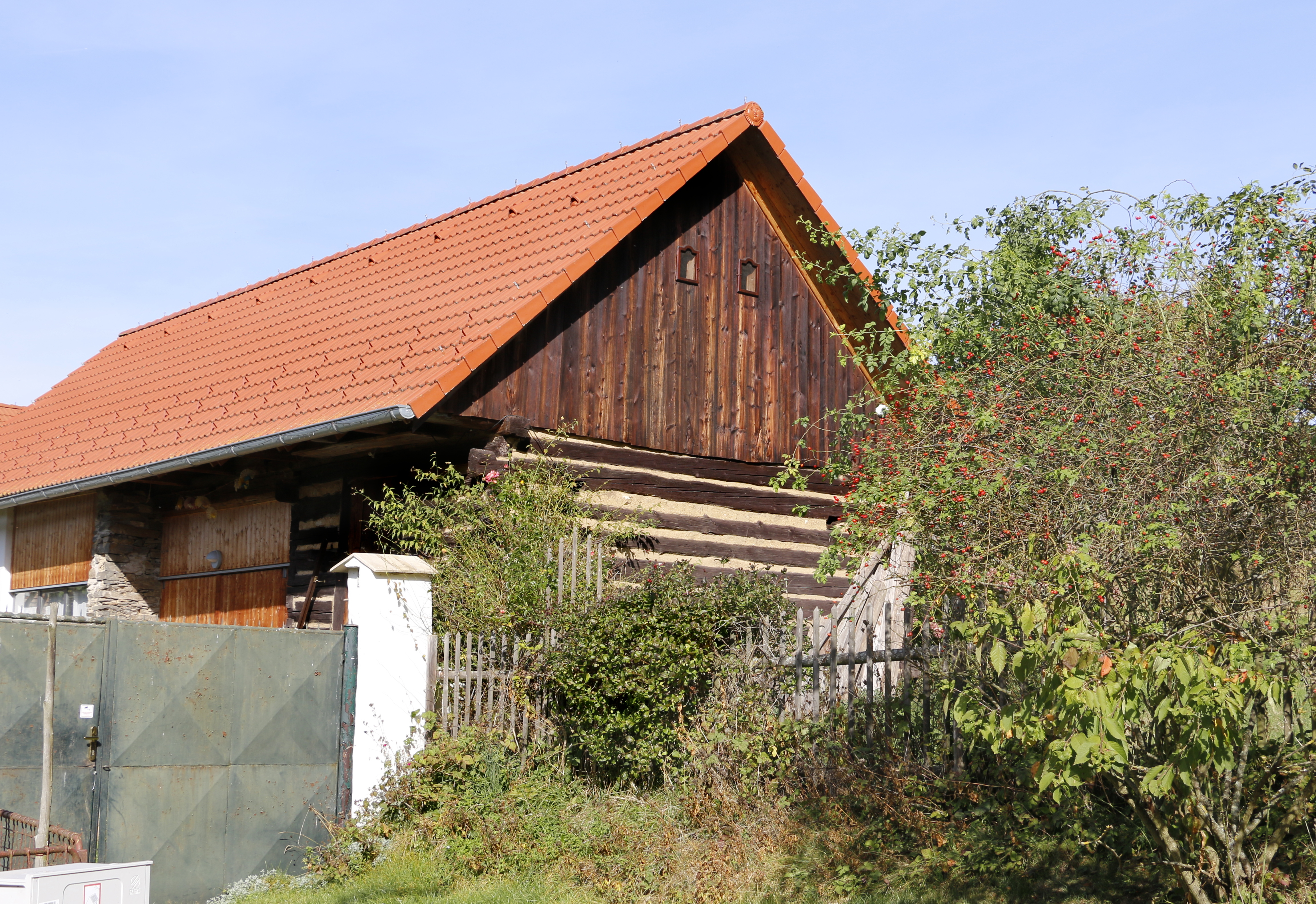
Roubenka
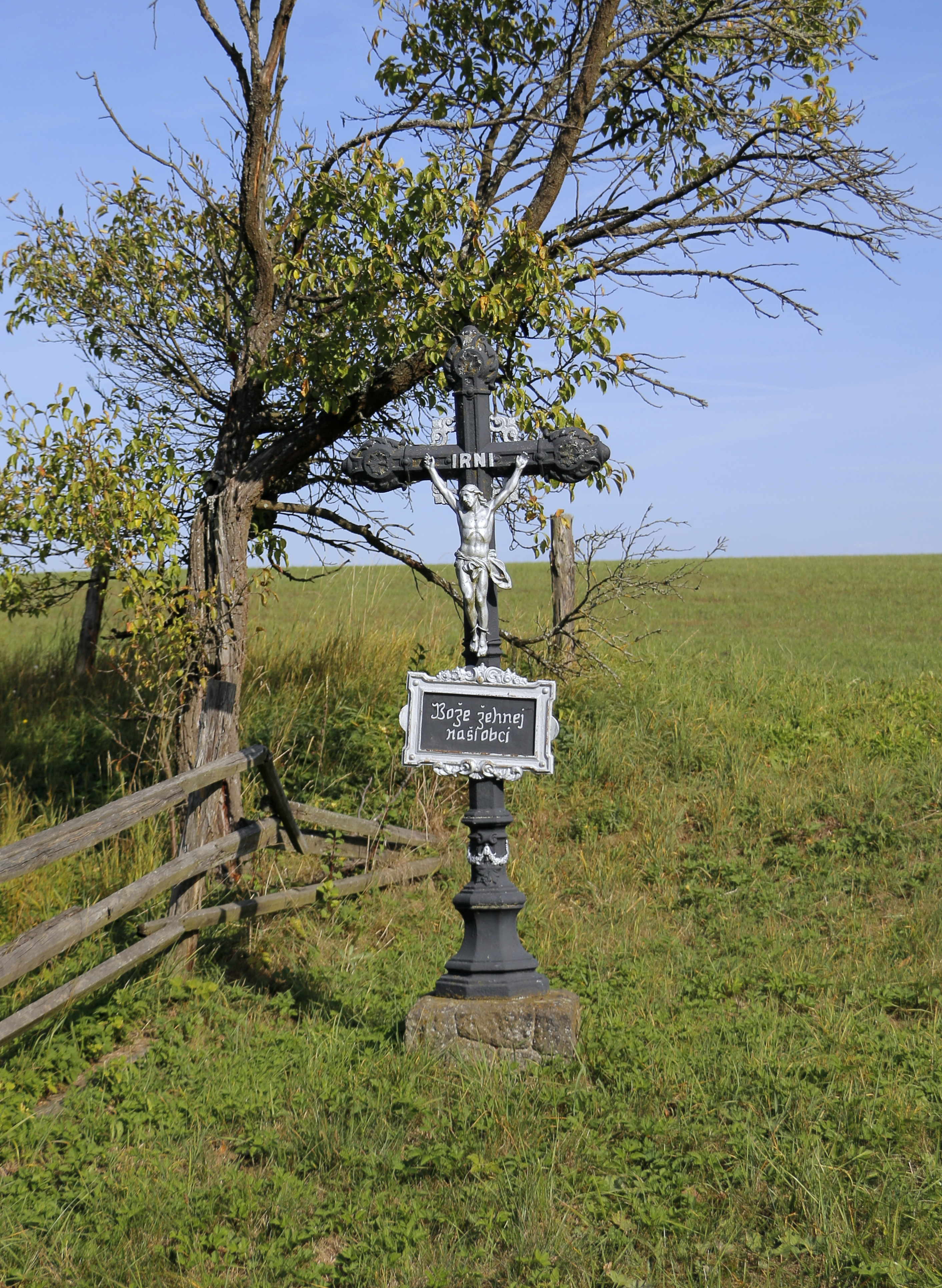
Křížek ve vsi
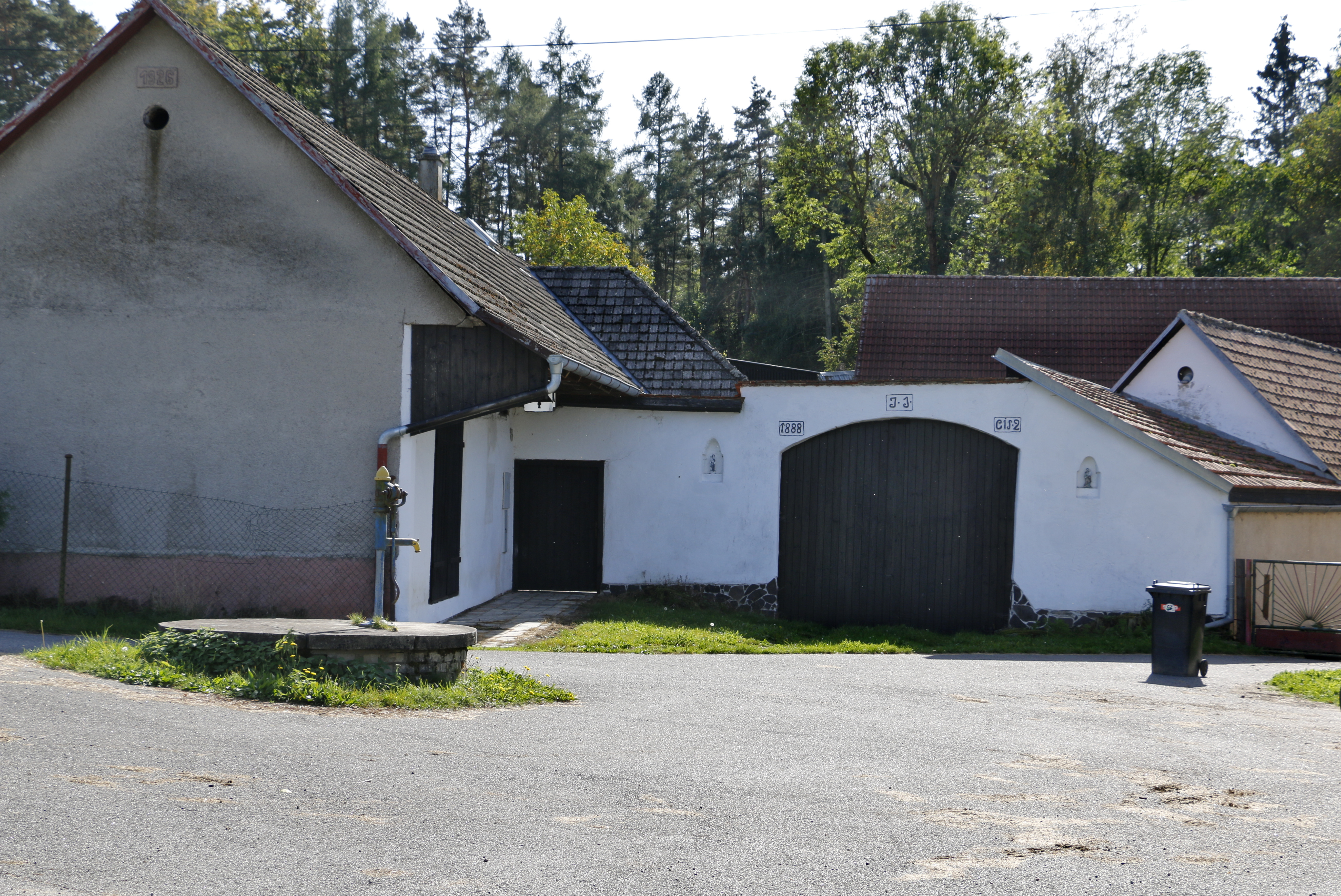
Bývalý statek
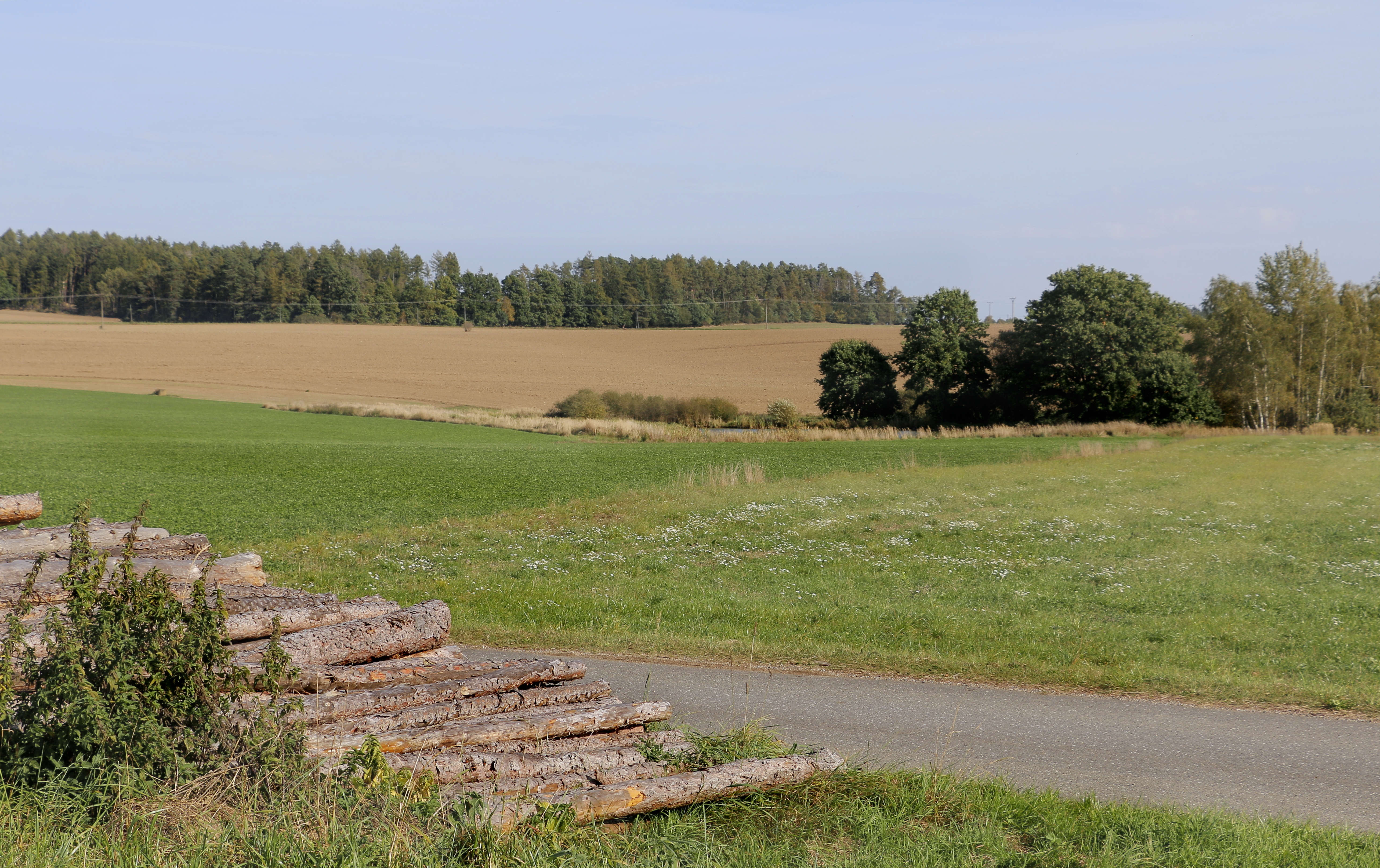
Krajina směrem k Nové Vožici